# Кобылы
Кобылы (словац. Kobyly) — село и одноимённая община в округе Бардеёв Прешовского края Словакии. В письменных источниках начинает упоминаться с 1277 года.

## География
Село расположено на высоте 317 метров и занимает площадь 12,46 км².

## Население
| Год:                | 1994 | 2004     | 2014    | 2024    |
| ------------------- | ---- | -------- | ------- | ------- |
| Количество человек: | 766  | 845      | 867     | 903     |
| Разница:            |      | +10,31 % | +2,60 % | +4,15 % |

По данным последней официальной переписи 2011 года, численность населения Злате составляла 857 человек.